# داريل رودت
داريل جايمس رودت (بالإنجليزية: Darrell James Roodt)‏ هو مخرج وكاتب سيناريو جنوب إفريقي ولد بتاريخ 28 أبريل 1962 في جوهانسبورغ.

## أعماله
من أعماله فيلم فريسة.

## وصلات خارجية
داريل رودت على موقع IMDb (الإنجليزية)
- داريل رودت على موقع قاعدة بيانات الأفلام السويدية (السويدية)
- داريل رودت على موقع قاعدة بيانات الفيلم (الإنجليزية)
- داريل رودت على موقع كينوبويسك (الروسية)